# Costituzione federale della Confederazione svizzera
La Costituzione Svizzera (in tedesco: Bundesverfassung der Schweizerischen Eidgenossenschaft, in  francese: Constitution Suisse, in romancio: Cunstituziun Svizra) è il livello più alto del sistema giuridico svizzero.
Essa regola le leggi, le regole e i decreti della confederazione, dei cantoni e dei comuni.
Le proposte di emendamento della costituzione necessitano della maggioranza di popolo e cantoni. Le costituzioni cantonali non possono entrare in conflitto con quella federale.

## Storia
Dopo aver raggiunto un accordo sulla revisione in Parlamento, la bozza votata è stata sottoposta a referendum obbligatorio ai sensi della Costituzione del 1874. Essa quindi, accolta in votazione popolare il 18 aprile 1999, è entrata in vigore il 1º gennaio del 2000.

## Cambiamenti
Essa ha sostituito la precedente Costituzione del 29 maggio 1874, trattandosi di un aggiornamento completo, ma quest’ultima non ha tuttavia avuto lo scopo di apportare un cambiamento nella sostanza, pressoché intatta dal 1848 (salvo alcune modifiche nel 1874), ma anzi quello di “ammodernare” ed integrare la consolidata giurisprudenza, frutto delle interpretazioni del Tribunale federale svizzero nel corso degli anni, nella carta magna, ormai obsoleta ed eccessivamente emendata, modificandone l’impostazione in paragrafi.